# Gens Fufia
Die gens Fufia (Gentilname Fufius, Plural Fufii, deutsch auch Fufier) war eine plebejische römische Familie (gens), die besonders in der späten Republik und frühen Kaiserzeit bedeutende Vertreter hervorbrachte.
Einige bekannte Angehörige der Familie sind:
- Lucius Fufius, Redner um 100 v. Chr.
- Gaius Fufius Cita, römischer Ritter, von Caesar an die Spitze des Verpflegungswesens in Gallien gestellt
- Quintus Fufius Calenus, Anhänger Caesars und Octavians im Bürgerkrieg, Konsul 47 v. Chr., Statthalter Galliens
- Fufius Geminus (Legat), Legat Oktavians in Pannonien 35 v. Chr.
- Gaius Fufius Geminus (Konsul 2 v. Chr.), Suffektkonsul 2 v. Chr.
- Gaius Fufius Geminus (Konsul 29) war im Jahr 29 n. Chr. Konsul.
- Fufius Phocaeus, tragischer Schauspieler